# Luge aux Jeux olympiques de 2014 - Relais par équipes
Navigation
Pyeongchang 2018
L'épreuve de luge en relais des Jeux olympiques d'hiver de 2014 a lieu le 13 février 2014 à Sanki. C'est la première fois que cette épreuve fait partie du programme olympique. L'épreuve est composée de trois descentes par équipe : une femme, un homme et un duo.
L'Allemagne, qui a également remporté les trois autres médailles d'or en luge, est championne olympique devant la Russie et la Lettonie.

## Médaillés
| Or                                                                   | Argent                                                                         | Bronze                                                         |
| Allemagne Natalie Geisenberger Felix Loch Tobias Arlt / Tobias Wendl | Russie Tatiana Ivanova Albert Demchenko Alexander Denisyev / Vladislav Antonov | Lettonie Elīza Tīruma Mārtiņš Rubenis Andris Šics / Juris Šics |

## Résultats
| Rang                                | Dossard        | Athlètes                                                                | Pays               | Simple femmes | Simple hommes | Double hommes | Total          | Retard   |
| ----------------------------------- | -------------- | ----------------------------------------------------------------------- | ------------------ | ------------- | ------------- | ------------- | -------------- | -------- |
| Médaille d'or, Jeux olympiques      | 10-1 10-2 10-3 | Natalie Geisenberger Felix Loch Tobias Wendl / Tobias Arlt              | Allemagne          | 54 s 095      | 55 s 639      | 55 s 915      | 2 min 45 s 649 | -        |
| Médaille d'argent, Jeux olympiques  | 7-1 7-2 7-3    | Tatiana Ivanova Albert Demchenko Alexander Denisyev / Vladislav Antonov | Russie             | 54 s 429      | 55 s 775      | 56 s 475      | 2 min 46 s 679 | +1 s 030 |
| Médaille de bronze, Jeux olympiques | 6-1 6-2 6-3    | Elīza Tīruma Mārtiņš Rubenis Andris Šics / Juris Šics                   | Lettonie           | 54 s 745      | 56 s 048      | 56 s 502      | 2 min 47 s 295 | +1 s 646 |
| 4                                   | 11-1 11-2 11-3 | Alex Gough Samuel Edney Tristan Walker / Justin Snith                   | Canada             | 54 s 643      | 56 s 197      | 56 s 555      | 2 min 47 s 395 | +1 s 746 |
| 5                                   | 9-1 9-2 9-3    | Sandra Gasparini Armin Zöggeler Christian Oberstolz / Patrick Gruber    | Italie             | 54 s 823      | 56 s 039      | 56 s 558      | 2 min 47 s 420 | +1 s 771 |
| 6                                   | 8-1 8-2 8-3    | Erin Hamlin Chris Mazdzer Christian Niccum / Jayson Terdiman            | États-Unis         | 54 s 338      | 56 s 245      | 56 s 972      | 2 min 47 s 555 | +1 s 906 |
| 7                                   | 12-1 12-2 12-3 | Miriam Kastlunger Wolfgang Kindl Andreas Linger / Wolfgang Linger       | Autriche           | 55 s 596      | 56 s 434      | 56 s 447      | 2 min 48 s 477 | +2 s 828 |
| 8                                   | 3-1 3-2 3-3    | Natalia Wojtuściszyn Maciej Kurowski Patryk Poręba / Karol Mikrut       | Pologne            | 54 s 937      | 56 s 737      | 58 s 079      | 2 min 49 s 753 | +4 s 104 |
| 9                                   | 4-1 4-2 4-3    | Vendula Kotenová Ondřej Hyman Lukáš Brož / Antonín Brož                 | République tchèque | 55 s 600      | 56 s 926      | 57 s 279      | 2 min 49 s 805 | +4 s 156 |
| 10                                  | 5-1 5-2 5-3    | Viera Gburová Jozef Ninis Marian Zemaník / Jozef Petrulák               | Slovaquie          | 55 s 757      | 56 s 472      | 57 s 936      | 2 min 50 s 165 | +4 s 516 |
| 11                                  | 2-1 2-2 2-3    | Olena Shkhumova Andriy Kis Oleksandr Obolonchyk / Roman Zakharkiv       | Ukraine            | 55 s 671      | 56 s 882      | 58 s 502      | 2 min 51 s 055 | +5 s 406 |
| 12                                  | 1-1 1-2 1-3    | Sung Eun-Ryung Kim Dong-Hyeon Park Jin-Yong / Cho Jung-Myung            | Corée du Sud       | 56 s 174      | 57 s 986      | 58 s 469      | 2 min 52 s 629 | +6 s 980 |